# Axel Andersson (missionsföreståndare)

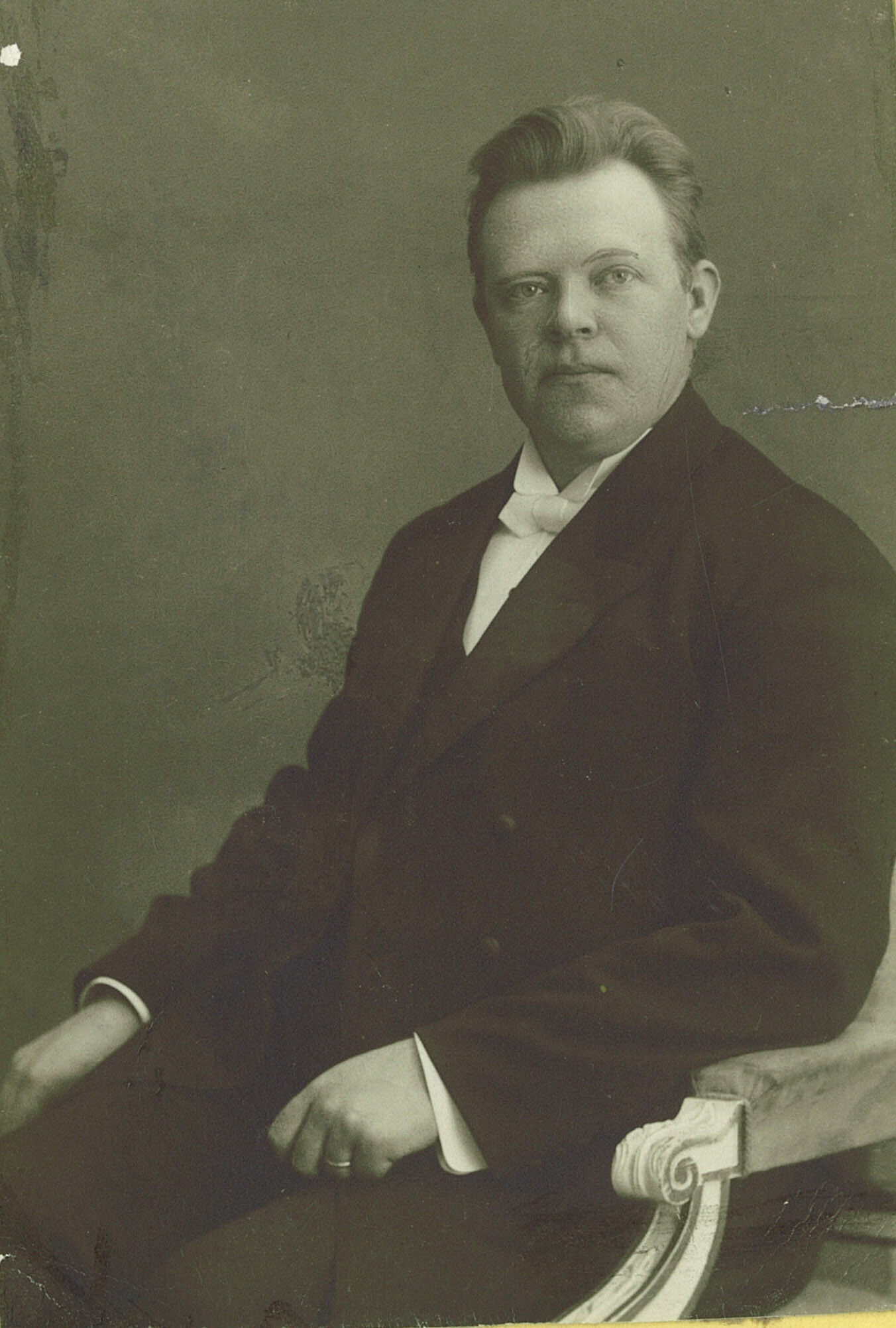
Axel Andersson

Axel Teodor Andersson, född 24 mars 1879 i Matteröds socken, död 1 april 1959, var en svensk frikyrkoman.

## Biografi
Andersson genomgick Svenska missionsförbundets missionsskola 1899-1902. Han avlade studentexamen vid Lunds privata elementarläroverk 1906 och en filosofie kandidatexamen 1911. 1930 avlade han en filosofie licentiatexamen. Andersson studerade i London och Genève 1912–1913.
Ha var 1902–1903 predikant i Kristianstads fria missionsförsamling, 1903–1904 predikant i Betels missionsförening i Eslöv och 1906–1907 lärare vid Osby samskola. Andersson var den förste sekreteraren i Svenska Missionsförbundets ungdomsförening 1912–1915, ledamot ungdomskommittén 1915–1944 och gjorde ett banbrytande arbete med studiecirklar, bibliotek och ungdomsskolor inom ungdomsföreningen.
Åren 1918–1930 var han sekreterare för inre missionen och 1930–1944 Svenska missionsförbundets föreståndare. Andersson var även 1918–1943 ledamot av frikyrkliga samarbetskommittén. 1931–1932 företog han en inspektionsresa till förbundets missionsfält i Kongo, en resa han skildrade i Vildmarksstigar och forntidsvägar (2 band, 1932–1933) och 1938–1939 besökte han missionsfälten i Indien i samband med den stora missionskonferensen i Tambaram, skildrad i En färd till Indien (1939). 
Andersson verkade för sociala kristna initiativ och på sin egendom i Tostarp vid Finjasjön i Skåne inrättade han ett arbetslöshets-, flykting- och ungdomsläger. Andersson har även behandlat Svenska missionsförbundets historia i Svenska missionsförbundet - Inre missionen (3 band, 1928–1929), Förr och nu (1931). Bland hans övriga skrifter märks Präster och profeter (1929), Den kristna försoningsläran efter P. Waldenström (1931), Andens verk (1935), samt Kyrka och stat i bibelns sista bok (1944). Till hans 65-årsdagen utgavs festskriften Tro och gärning (1944).

## Familj
Axel Andersson gifte sig 1915 med Elfrida Berggren (1879-1964).